# حاج‌حجی
حاج حجی، روستایی است از توابع بخش ریگ شهرستان گناوه استان بوشهر ایران.

## جمعیت
این روستا در دهستان رودحله قرار دارد و بر اساس سرشماری سال ۱۳۹۵ آمار رسمی جمعیت آن زیر سه خانوار می‌باشد.